# Músculo pubococcígeo

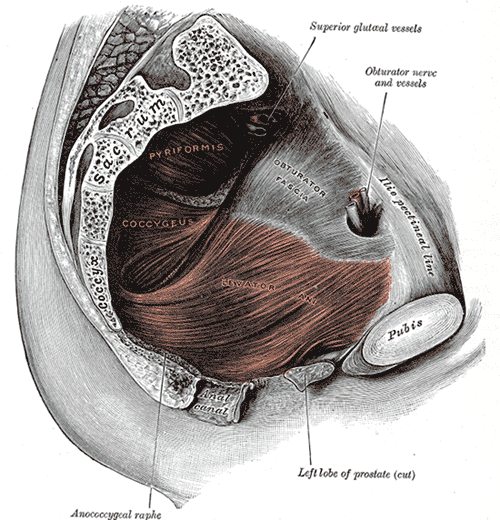
Músculo pubococcígeo.

Músculo pubococcígeo, também é conhecido como PC, é um músculo encontrado em ambos os sexos, que se estende desde o osso púbico até o cóccix e que forma o assoalhos da cavidade pélvica,  apoiando os órgãos pélvicos.

## Exercícios Kegel
Os exercícios de Kegel são um conjunto de exercícios destinados a fortalecer e dar controle voluntário sobre o músculo pubococcígeo. Elas são muitas vezes referida apenas como "Kegel", em homenagem a seu inventor Dr. Arnold Kegel. Pode ajudar homens a controlar a ejaculação precoce e auxiliar no tratamento da incontinência urinária em ambos os sexos.